# Johan van Laer
Johan van Laer (* 1590; † 1647) war ein niederländischer Festungsbaumeister.

## Biografie
Van Laer war der Sohn einer Familie aus der Provinz Overijssel. Er war ein Schüler von Johan van Valckenburgh und er wurde Ingenieur. Er war dann für die Stadt Emden tätig. Die Bremer Stadtbefestigung wurde im 17. Jahrhundert zu einer Festungsanlage ausgebaut nach Plänen von Johan van Valckenburgh. Als dieser 1625 starb, konnte Bremen van Laer für den Weiterbau der Anlage links der Weser gewinnen, die bis um 1627 fertiggestellt wurde.